# Gegengewicht (Funktechnik)

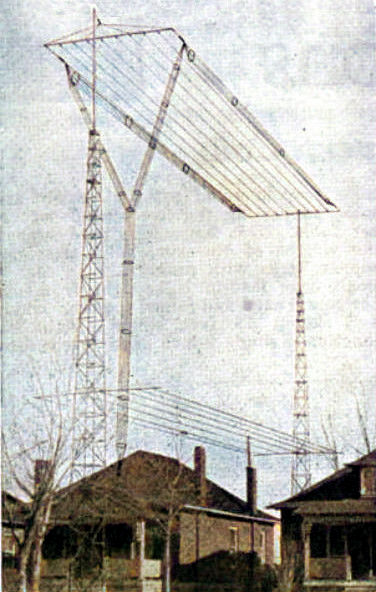
Amateurfunkantenne vom Typ „Inverted L“ aus den 1920er-Jahren (koloriertes Schwarzweißfoto). Die unteren „Wäscheleinen“ knapp oberhalb des Hausdachs bilden das Gegengewicht.

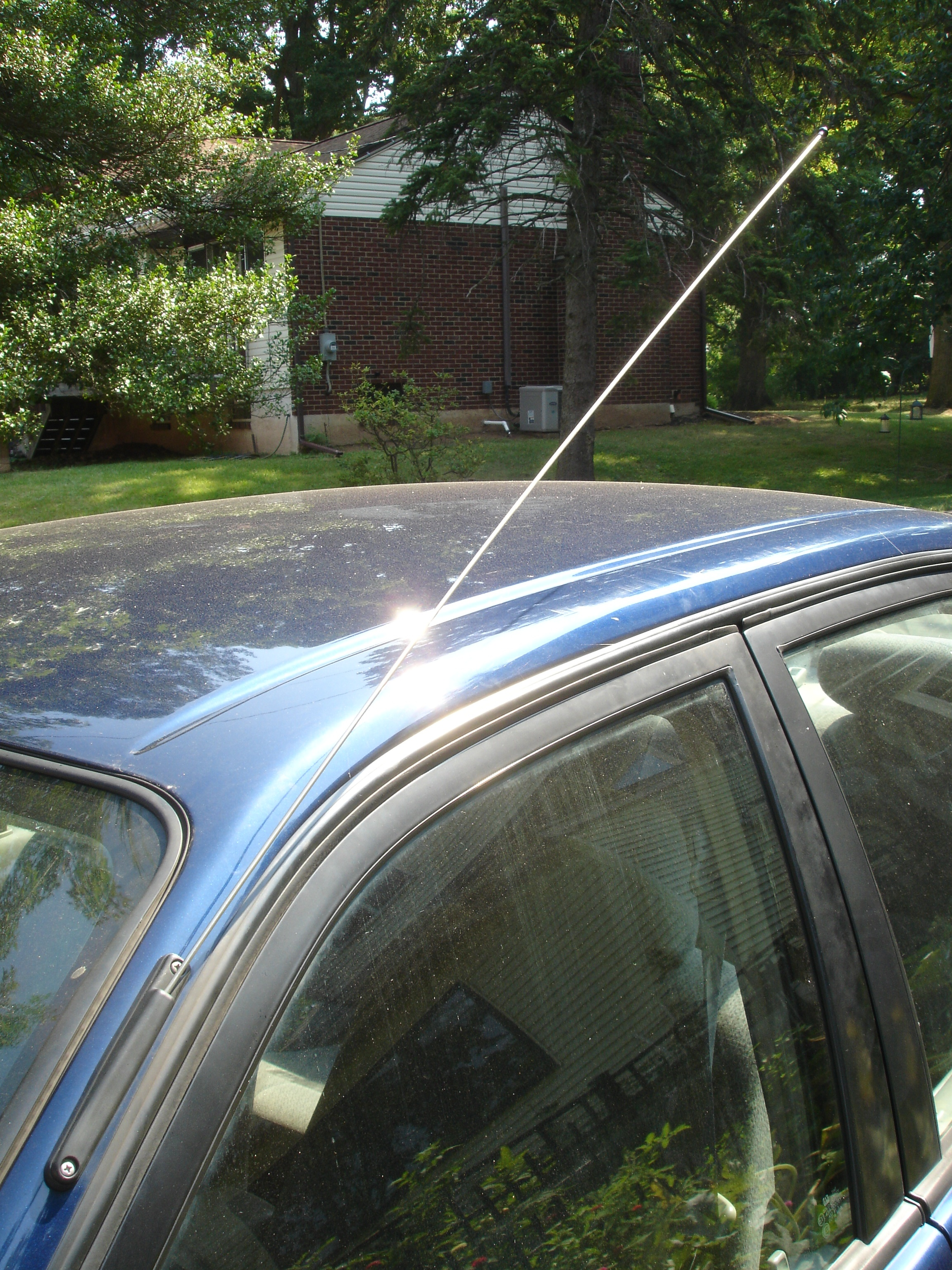
Stabantenne an einem Pkw. Hier dient das metallische Dach des Fahrzeugs als Gegengewicht.

Ein Gegengewicht (englisch Counterpoise) ist in der Funktechnik eine elektrisch leitende Fläche, die insbesondere bei unsymmetrisch angeregten Antennen benötigt wird, um eine gute Anpassung mit geringem Stehwellenverhältnis (VSWR) und effiziente Abstrahlung zu erzielen.

## Prinzip
Definitionsgemäß handelt es sich um eine von der Erde abgesetzte elektrisch leitende metallische Fläche oder eine zumeist radial verlaufende Anordnung von Leitern, die am Strahlerfußpunkt gegenphasig zum Strahler erregt werden.
Das Gegengewicht unterscheidet sich von einem Erdnetz dadurch, dass es nicht oder zumindest nicht zwingend mit der Erde verbunden ist. Von der Erde isolierte Gegengewichte funktionieren häufig besser als Erdnetze, insbesondere bei niedrigeren Frequenzen, bei denen der Erdboden einen deutlich höheren Widerstand aufweist als eine metallische Fläche.

## Anwendung
Speziell bei Vertikal-Monopolen (auch Groundplane-Antennen genannt), also senkrecht stehenden Stabantennen, ist das Gegengewicht essentiell, um ein brauchbares Antennensystem zu erreichen. Der Antennenstab ist idealerweise eine Viertel Wellenlänge (λ/4) lang. Am Gegengewicht „gespiegelt“ wird er elektrisch zu einer λ/2-Dipolantenne mit guten Abstrahleigenschaften.
Aufwendig gestaltete Gegengewichte findet man bei Sendeanlagen für Mittelwellen, Langwellen und speziell für Längstwellen. Hier werden um den Antennenfußpunkt herum radial weglaufende Metallbänder angeordnet (auch Radials genannt), die in der Regel mindestens so lang gewählt werden, wie die Antenne hoch ist. Befindet sich die Antenne auf einer Plattform im Meer, so bildet das umgebende Meerwasser das Gegengewicht. Im Fall einer einfachen Teleskopantenne für ein Auto (Bild) dient das metallische Autodach als Gegengewicht.